# Mikołaj na sygnale
Mikołaj na sygnale – polski film obyczajowy z 2024 roku w reżyserii Grzegorza Wallera. Scenariusz napisali Dominik Gąsiorowski i Marcin Wysocki.

## Produkcja
Fabuła nawiązuje do serialu telewizyjnego Na sygnale.

## Fabuła
Zbliżają się święta Bożego Narodzenia. Ratownicy z Leśnej Góry zmagają się w tym wyjątkowym okresie z licznymi problemami, prywatnymi i zawodowymi. Kiedy doktor Góra (Tomasz Piątkowski) stara się udowodnić synowi, że Święty Mikołaj istnieje, niezbędna okazuje się interwencja strażaków i kolegów lekarza z pracy. Basi (Anna Wysocka-Jaworska) z kolei marzą się święta jak z amerykańskiego filmu. W zamian czeka ją chaos podczas dyżuru. Britney (Paulina Zwierz) wraz z Alkiem (Adam Turczyk) decyduje się urządzić wigilię dla singli. Planujących podróż do Egiptu Strzeleckich (Dariusz Wieteska, Monika Mazur-Chrapusta) czekają niespodziewane komplikacje. Wandzie (Anna Lemieszek) i Beniowi (Hubert Jarczak) również nie będzie dane zaznać świątecznego spokoju. Wizyta wuja Leona sprawia, że muszą zmienić plany. Doktor Lisicki (Kamil Błoch) zostaje brutalnie napadnięty oraz okradziony przez mikołaja (Mikołaj Roznerski). Po urazie głowy lekarz traci pamięć i trafia na ulicę, bez grosza przy duszy. Nowa perspektywa zupełnie zmienia jego podejście do życia.

## Obsada
- Wojciech Kuliński – doktor Wiktor Banach
- Tomasz Piątkowski – doktor Artur Góra
- Anna Wysocka-Jaworska – Basia Wszołek
- Paulina Zwierz – ratowniczka "Britney", Julia Kowalczyk
- Adam Turczyk – ratownik Alek
- Dariusz Wieteska – Piotr Strzelecki
- Monika Mazur-Chrapusta – Martyna Strzelecka
- Hubert Jarczak – doktor Benio Vick
- Justyna Sieniawska – doktor Beata Górska
- Wojciech Zygmunt – ratownik Kuba Szczęsny
- Anna Lemieszek – kardiolożka Wanda Lisicka
- Kamil Błoch – doktor Dobromir Lisicki
- Lea Oleksiak – doktor Anna Reiter
- Mikołaj Roznerski – Mikołaj
- Marek Siudym – bezdomny Rysio
- Wiktoria Gąsiewska – kobieta
- Natalia Lesz – kobieta
- Dariusz Toczek – Edzio
- Zdzisław Wardejn – Leon
- Maksymilian Balcerowski – Czarek
- Konrad Darocha – Adam Wszołek
- Izydor Łobacz – ratownik Romek
- Paweł Lipnicki – doktor Romuald Lisicki
- Agnieszka Mrozowska – Krystyna Lisicka
- Dariusz Bronowicki – Felek
- Grzegorz Ciągardlak – facet
- Jadwiga Gryn – kobieta
- Danuta Borsuk – kobieta
- Leszek Żukowski – mężczyzna
- Gizella Bortel – lekarka
- Arkadiusz Głogowski – lekarz
- Filip Krupa – aspirant Miazga
- Paulina Kowalska – policjantka
- Marcin Lechniak – policjant
- Kamil Masłowski – strażak
- Hanna Kaczocha – bezdomna[3]

## Pozostała ekipa filmowa
| Oświetlenie            | Michał Joel Filip Lipiec Jakub Pęzik Piotr Pękala Dariusz Bednarek Andrzej Malik |
| Rekwizyty              | Tomasz Gwiazdowicz Piotr Bukowski Grzegorz Mitura                                |
| Charakteryzacja        | Aneta Stupak                                                                     |
| Dźwięk                 | Karol Szykowny Teresa Bagińska                                                   |
| Lektor                 | Jacek Brzostyński                                                                |
| Napisy                 | Adam Mroczek                                                                     |
| Kierownictwo produkcji | Adam Sokołowski                                                                  |
| Kierownictwo planu     | Krzysztof Rostkowski                                                             |